# Yakovlev Yak-24
Lo Yakovlev Yak-24 (in cirillico Яковлев Як-24, nome in codice NATO Horse- cavallo) era un elicottero medio da trasporto tattico bimotore con doppio rotore in tandem a quattro pale, progettato dall'OKB 115 diretto da Aleksandr Sergeevič Jakovlev e sviluppato in Unione Sovietica negli anni cinquanta.
Impiegato a partire dal 1955 dalla Sovetskie Voenno-vozdušnye sily (VVS), l'Aeronautica militare sovietica, ebbe un utilizzo anche come elicottero di linea con la compagnia aerea di bandiera Aeroflot.

## Storia del progetto
Durante lo svolgimento della seconda guerra mondiale, l'Unione Sovietica preferì accantonare lo sviluppo delle aerodine ad ala rotante in favore delle necessità di produzione industriale bellica dei convenzionali velivoli ad ala fissa.
Solo al termine del conflitto le autorità militari si resero conto del divario tecnologico che l'ex alleato statunitense aveva a proprio favore in questo settore, così che il governo emise una specifica all'inizio degli anni cinquanta per tentare di riequilibrare la capacità tattica nelle operazioni che prevedevano l'impiego di truppe ed armamenti aviotrasportati.

## Versioni

### Militari
Yak-24
prima versione prodotta in serie; da trasporto militare con capacità 30 soldati, 18 barelle o 3 000 kg di carico utile.
Yak-24U
versione di costruzione interamente metallica, equipaggiata con rotori di maggior diametro, con capacità aumentata a 40 soldati o 3 500 kg di carico utile comprese 2 GAZ-69, 3 GAZ-M20 Pobeda o cannoni anticarro.

### Civili
Yak-24A
versione da trasporto di linea, capacità 30 passeggeri. Proposta all'Aeroflot, dopo una valutazione venne rifiutata.
Yak-24K
versione da trasporto VIP, con capacità ridotta a 9 posti. Proposta all'Aeroflot, dopo una valutazione venne rifiutata.
Yak-24P
proposta di versione passeggeri biturbina con capacità aumentata a 39 posti, rimasta allo stadio progettuale.

## Utilizzatori

### Civili
Unione Sovietica
- Aeroflot

### Militari
Unione Sovietica
- Sovetskie Voenno-vozdušnye sily
- Aviacija Voenno-Morskogo Flota [senza fonte]

## Elicotteri comparabili
Stati Uniti
- Piasecki H-16